# Erkki Kuronen
Erkki Kuronen, född 1975 i Villmanstrand i Finland, är en sverigefinsk programledare på Sveriges Radio Finska. Han har under flera år arbetat som programledare i det tvåspråkiga programmet Popula som sänds i Sveriges Radio P4 på fredagar. Han har även varit producent för Finnjävlarpodden som leds av författarna och journalisterna Victoria Rixer och Kristian Borg. Sedan maj 2019 är Erkki en av programledarna i Sveriges Radios finskspråkiga morgonprogram Aamu som sänds måndag till fredag.
Erkki Kuronen har även arbetat som programledare i tv-produktioner på SVT, såsom Finland i mitt hjärta samt sändningarna av prisutdelningsgalan Sverigefinnarnas dag med Natalie Minnevik och Pia Herrera.